# Tackoe
Tackoe – srebrna moneta Złotego Wybrzeża o wartości ⅛ ackey, wybita w 1796 r.